# Himiko Kikuchi
Himiko Kikuchi (菊池 ひみこ, Kikuchi Himiko), nascuda el 2 de març de 1953, és una pianista, teclista, compositora i arranjadora de jazz japonès.

## Primers anys de vida
Kikuchi va néixer a Sendai, prefectura de Miyagi, el dia 2 de març de l'any 1953. Criada a Shiogama, va començar a estudiar piano clàssic a l'edat de 7 anys, sota la tutela de Ruiko Koga del Departament de Música de la Universitat de Dones Miyagi Gakuin, i la professora Takako Horie de la Universitat de les Arts de Tòquio. Quan tenia només 12 anys, va guanyar el segon premi al Concurs Yamaha Electone per la seva interpretació de la Toccata i Fuga en Re menor de Johann Sebastian Bach.

## Carrera musical
Després d'actuar amb vocalistes i músics com Takuro Yoshida, Tsunehiko Kamijō i Mayumi Itsuwa, Kikuchi va començar a estudiar amb el pianista de jazz Sadayasu Fujii al voltant de l'any 1975. L'11 de juliol de 1979, Kikuchi va ser la teclista de Bingo Miki & the Inner Galaxy Orchestra durant el Montreux Jazz Festival a Suïssa.
El 1980, Kikuchi va llançar el seu àlbum d'estudi debut, Don't Be Stupid, a través del subsegell Continental de Teichiku Records. L'any següent, va arranjar les cançons de l'àlbum Cool "C" de 1981 del músic nord-americà Richie Cole. Els seus següents àlbums, Flashing (1981), All Right (1982), Woman (1983) i Reverse It (1984), van ser tots publicats per Continental. L'àlbum Flying Beagle de Kikuchi de 1987 i l'àlbum Sevilla Breeze de 1988 van ser publicats per CBS/Sony Records. Kikuchi va compondre la música per la pel·lícula de 1993 Yakuza Ladies Revisited 2; el seu àlbum Beam, publicat a través de RCA Records, serveix com a banda sonora de la pel·lícula.
L'any 2002, Kikuchi va exercir de directora musical i va dirigir una orquestra al 17è Festival Cultural Nacional, celebrat a la prefectura de Tottori al japó. El 2005, va interpretar "Furusato - Home in My Soul" a la cerimònia d'obertura del 17è Festival Nacional d'Aprenentatge Permanent, celebrat a la mateixa prefectura. Aquell mateix any, va rebre el 30è Premi Cultural Ciutat de Tottori.

## Vida personal
Kikuchi està casada amb el guitarrista Masatsugu Matsumoto. Amb ell es va traslladar a Tottori el 1999.